# Новотаромское
Новотаромское (укр. Новотаромське; до 2016 года — Орджоникидзе, укр. Орджонікідзе) — село (до 2012 года — посёлок) на территории Николаевской сельской общины Днепровского района Днепропетровской области Украины.
Код КОАТУУ — 1221487703. Население по переписи 2001 года составляло 1751 человек.

## Географическое положение
Село Орджоникидзе находится в 2,5 км от левого берега реки Сухая Сура, в 2 км от села Николаевка.
По посёлку протекает пересыхающий ручей с запрудой.
Рядом проходит автомобильная дорога Т-0417.

## История
- 2012 — изменён статус с посёлка на село[2].